# Santa Clara de la Estrella
Santa Clara de la Estrella es un pueblo indígena de Bolivia, ubicado en el municipio de Concepción de la provincia de Ñuflo de Chaves en el departamento de Santa Cruz.
La localidad se encuentra a una altitud de 309 m s. n. m. en la zona de captación del río Paraíso, que desemboca aguas abajo en el río Iténez como río San Martín.
Gran parte de la población de la localidad se dedica a la producción de alimentos como maíz, arroz, chía, frejol, plátanos, papaya, sandía, mango, piña, maní, entre otros.

## Geografía
Santa Clara de la Estrella está ubicada en las tierras bajas de Bolivia en la región de la Chiquitanía, un paisaje en gran parte virgen entre Santa Cruz de la Sierra y la frontera con Brasil.
El clima de la región es un clima tropical cálido semihúmedo. Las temperaturas medias mensuales fluctúan sólo ligeramente a lo largo del año entre 21 °C en junio/julio y 26,5 °C en octubre, siendo casi constante entre septiembre y marzo entre el 25 y 26 °C. La temperatura media anual es de 24,3 °C.
La precipitación media anual a largo plazo es de 1150 a 1200 mm. Tres cuartas partes de las precipitaciones se producen en la estación húmeda de septiembre a marzo, mientras que menos de 40 mm caen en los meses secos de junio a agosto en la estación seca.

## Transporte
Santa Clara de la Estrella se ubica a una distancia de 469 kilómetros por carretera al noreste de Santa Cruz de la Sierra, la capital del departamento.
Desde Santa Cruz, la carretera nacional asfaltada Ruta 4 recorre 57 km al norte vía Warnes hasta Montero. A pocos kilómetros al norte de Montero se encuentra con la Ruta 10, que conduce hacia el este por un recorrido de 648 km y atraviesa las localidades de San Ramón, San Javier y Santa Rosa de la Roca como camino asfaltado. El camino está sin pavimentar durante los 370 km restantes vía San Ignacio de Velasco, San Vicente de la Frontera y San Bartolo de la Frontera hasta el pueblo fronterizo de San Matías.
A dos kilómetros al este de Santa Rosa de Roca, un ramal de la Ruta 10 se bifurca en dirección norte hasta Remanso en el extremo oriental del departamento del Beni y después de 43 km llega a Santa Clara de la Estrella por San Rafaelito.

## Demografía
La población de la localidad aumentó una quinta parte en la década entre los dos últimos censos:
| Año  | Habitantes           | Fuente |
| ---- | -------------------- | ------ |
| 1992 | sin datos detallados | Censo  |
| 2001 | 402                  | Censo  |
| 2012 | 483                  | Censo  |